# NASCAR Strictly Stock de 1949
A Temporada NASCAR Strictly Stock de 1949 foi a edição inaugural da Nascar, com oito etapas disputadas o primeiro campeão foi Red Byron.

## Calendário
| Data             | Cidade                               | Circuito                  | Pole           | Vencedor      |
| ---------------- | ------------------------------------ | ------------------------- | -------------- | ------------- |
| 19 junho 1949    | Charlotte (Carolina do Norte)        | Charlotte Speedway        | Bob Flock      | Jim Roper     |
| 10 julho 1949    | Daytona Beach (Florida)              | Daytona Beach Road Course | Gober Sosebee  | Red Byron     |
| 7 agosto 1949    | Hillsborough (Carolina do Norte)     | Occoneechee Speedway      | –              | Bob Flock     |
| 11 setembro 1949 | Langhorne (Pennsylvania)             | Langhorne Speedway        | Red Byron      | Curtis Turner |
| 18 setembro 1949 | Hamburg (New York)                   | Hamburg Speedway          | –              | Jack White    |
| 25 setembro 1949 | Martinsville (Virginia)              | Martinsville Speedway     | Curtis Turner  | Red Byron     |
| 2 outubro 1949   | Pittsburgh (Pennsylvania)            | Heidelberg Raceway        | Al Bonnell     | Lee Petty     |
| 16 outubro 1949  | North Wilkesboro (Carolina do Norte) | North Wilkesboro Speedway | Kenneth Wagner | Bob Flock     |

## Classificação final
| Pos     | Piloto        | Corridas | Vitórias | Top 5 | Top 10 | Pole | Voltas liderando | Premiação | Pts   | +\-    |
| ------- | ------------- | -------- | -------- | ----- | ------ | ---- | ---------------- | --------- | ----- | ------ |
| 1       | Red Byron     | 6        | 2        | 4     | 4      | 1    | 103              | $5,800    | 842.5 |        |
| 2       | Lee Petty     | 6        | 1        | 3     | 5      | 0    | 1                | $3,855    | 725   | –117.5 |
| 3       | Bob Flock     | 6        | 2        | 3     | 3      | 1    | 27               | $4,870    | 704   | –138.5 |
| 4       | Bill Blair    | 6        | 0        | 3     | 5      | 0    | 325              | $1,280    | 567.5 | –275   |
| 5       | Fonty Flock   | 6        | 0        | 3     | 3      | 0    | 85               | $2,015    | 554.5 | –288   |
| 6       | Curtis Turner | 6        | 1        | 1     | 4      | 1    | 78               | $2,675    | 430   | –412.5 |
| 7       | Ray Erickson  | 4        | 0        | 2     | 3      | 0    | 0                | $1,460    | 422   | –420.5 |
| 8       | Tim Flock     | 5        | 0        | 2     | 3      | 0    | 0                | $1,510    | 421   | –421.5 |
| 9       | Glenn Dunaway | 6        | 0        | 1     | 3      | 0    | 0                | $810      | 384   | –458.5 |
| 10      | Frank Mundy   | 4        | 0        | 2     | 2      | 0    | 0                | $1,160    | 370   | –472.5 |
| Fontes: |               |          |          |       |        |      |                  |           |       |        |